# Памятник князю Святославу (Мариуполь)
Памятник князю Святославу — памятник киевскому великому князю Святославу в Мариуполе. Установлен на месте снесённого в 2015 году памятника Ленину на площади, получившей позже название Свободы.

## История
Инициаторами установки памятника Святославу стали бойцы полка Национальной гвардии «Азов», которые принимали участие в боях за Мариуполь против повстанцев Донецкой Народной Республики.
20 декабря 2015 года состоялось открытие памятника. На открытии присутствовали представители полка «Азов» и гражданского корпуса. Открытию памятника предшествовал «марш храбрых», организатором которого также стали представители «Азова».

## Описание
Произведение реализовано скульптором Александром Канибором по проекту своего сына, бойца «Азова». Официальное решение-разрешение от горсовета на установку памятника так и не было принято. По состоянию на начало 2020 года, демонтирован при реконструкции площади, начавшейся осенью 2019 года.